# Драхенбург

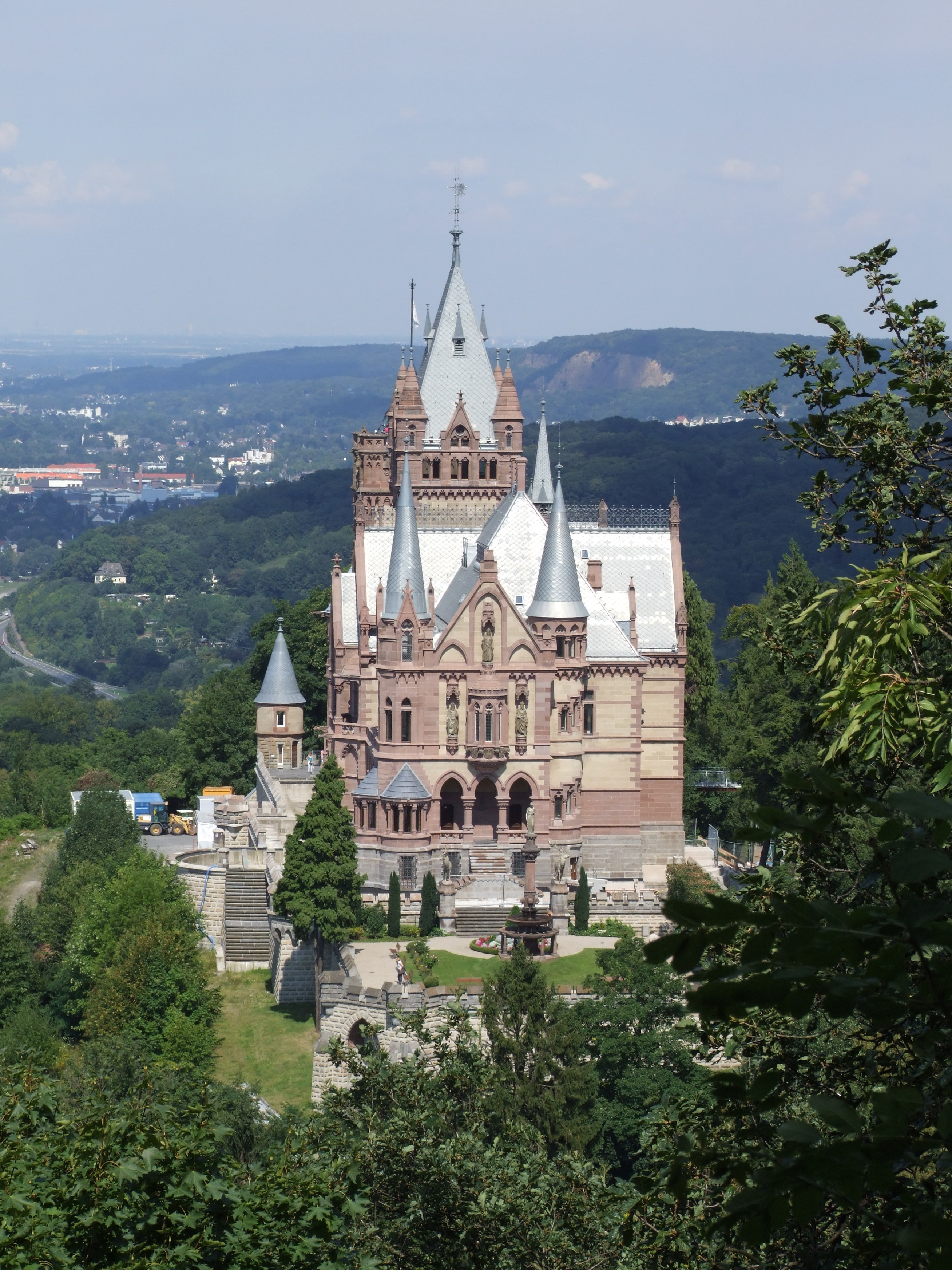
Замок Драхенбург

Замок Драхенбург (нем. Schloss Drachenburg) — замок на юге земли Северный Рейн-Вестфалия (Германия).
Замок Драхенбург является одним из крупнейших дворцовых сооружений XIX столетия на территории земли Северный Рейн-Вестфалия. Был возведён в 1882—1884 годах по заказу барона Стефана фон Зартера, богатого биржевого маклера из Бонна, получившего дворянский титул от одного из саксонских герцогов, сына трактирщика. Проект здания был создан дюссельдорфскими архитекторами Лео фон Аббемой и Бернгардом Тюзхаусом, а затем доработан жившим в Париже архитектором Вильгельмом Гофманом, учеником знаменитого Эрнста Фридриха Цвирнера. Замок богато украшен настенной живописью и гобеленами, на которых изображены сцены из героического прошлого Германии, древних саг и легенд. Особенно впечатляют так называемые «комнаты Нибелунгов» с фресками, повествующими о событиях этой германской легенды.
Замок Драхенбург построен в неоготическом стиле, и представляет собой некий синтез из дворца, замка и виллы. Он расположен посреди обширного парка, на правом берегу Рейна, на склонах горы Драхенфельс, близ города Кёнигсвинтер. После смерти барона фон Зартера в 1902 году, не оставившего завещания и не имевшего детей, Драхенбург переходит к его племяннику Якову Бизенбаху, открывшему здесь резиденц-отель для богатых путешественников. В более поздние годы в стенах замка находился католический интернат, железнодорожное училище и даже национал-социалистская военная школа. В годы Второй мировой войны в призамковом парке размещалось немецкое зенитное отделение ПВО и артиллерийским огнём союзников замок был практически разрушен. Американцы же вывезли из замка значительную часть его художественных ценностей. К середине 1960-х годов замок Драхенбург представлял жалкое зрелище, и к началу 1970-х годов было местными властями принято решение о его сносе. Лишь в 1971 году, в канун его уничтожения, нашёлся частный спонсор, предприниматель Пауль Спинат, выкупивший замок и приступивший к его реставрации. С 1986 года замок находится под защитой государственной программы по охране памятников истории и архитектуры. С 1995 и по 2005 год в замке и прилегающем парке проводились широкомасштабные реставрационные работы, в первую очередь по восстановлению сильно повреждённой «террасы Венеры» у южного фасада Драхенбурга.